# 오클랜드 인베이더스
| 오클랜드 인베이더스 |                                                            |
| 콘퍼런스            | 서부 콘퍼런스                                              |
| 디비전              | 퍼시픽 디비전                                              |
| 설립연도            | 1983년                                                     |
| 해체연도            | 1985년                                                     |
| 역사                | 미시간 팬서스 (1983년~1984년) 오클랜드 인베이더스 (1985년) |
| 경기장              | 오클랜드–알라메다 카운티 콜리시엄                          |
| 연고지              | 캘리포니아주 오클랜드                                      |
| 상징색              | 에어포스 블루, 인베이더 골드, 남색, 하양                   |
| 구단주              | 알프레드 타웁만 태드 타우버                                |
| 감독                | 찰리 써머 (마지막 감독)                                    |
| 리그 우승           | -                                                          |
| 콘퍼런스 우승       | 1 (1985)                                                   |
| 디비전 우승         | 1 (1985)                                                   |

오클랜드 인베이더스(Oakland Invaders)는 1985년까지 캘리포니아주 오클랜드를 연고지로 하는 USFL의 서부 콘퍼런스 퍼시픽 디비전 소속 미식 축구팀이다.

## 역대 홈경기장
| 경기장                            | 사용기간 | 수용인원 | 장소                  | 비고 |
| --------------------------------- | -------- | -------- | --------------------- | ---- |
| 오클랜드 인베이더스               |          |          |                       |      |
| 오클랜드–알라메다 카운티 콜리시엄 | 1985년   | 53,200명 | 캘리포니아주 오클랜드 | 빈칸 |